# ガール・ハッピィ/チキン・オブ・ザ・シー
『ガール・ハッピィ/チキン・オブ・ザ・シー』は、1965年6月5日に発売された、ジャニーズの4枚目のシングルである。

## 概要
初の両A面シングル。
『ガール・ハッピィ』の原曲は、同年3月リリースのエルヴィス・プレスリー。 
『チキン・オブ・ザ・シー』は「海の臆病者 ＝ 金槌」を歌った曲で、原曲は1964年にアメリカ西海岸の3人組ボーカルグループ・The Go-Go's（'80年代のガールバンドとは同名異グループ）がリリースした『（They Call Him） Chicken Of The Sea』。
当シングルは2種類のジャケットが存在する。 初回プレス分は背景が黄色の4面ジャケットで、「スイム」の踊り方の解説付き。 再プレス分以降は背景が白色で、衣装もポーズも違う通常の2面ジャケットとなった。 初回プレス分はジャケット右上のレコード番号の部分を切り取ってハガキに貼って応募することで、水着が2,000名に当たる懸賞プレゼントの案内も記載されていたため、締切日以降の再プレス分からは、ジャケットを刷新する必要があった。 なお、白ジャケットの方が市場に出回っている数が圧倒的に少ないため、希少価値がある。
『ガール・ハッピィ』は2023年10月時点未CD化。

## 収録曲
演奏:ジャッキー吉川とブルー・コメッツ
1. ガール・ハッピィ [2:04]
  - 作詞：なかはらひろと/作曲・編曲：東海林修
2. チキン・オブ・ザ・シー [2:13]
  - 作詞：藤川桂介/作曲・編曲：東海林修